# Cesare Alpini
Cesare Alpini (Crema, 9 maggio 1956) è uno storico dell'arte italiano.

## Biografia
Si occupa prevalentemente della storia dell'arte cremasca e lombarda. È noto soprattutto per i suoi contributi allo studio dei pittori Giovanni Battista Lucini, del quale è considerato il maggior esperto, e Gian Giacomo Barbelli. Ha collaborato a diverse mostre d'arte tenute a Crema, tra le quali Pittura sacra a Crema dal '400 al '700 (1992), L'estro e la realtà (1997), Officina Veneziana (2002) e Luigi Manini (2007).

## Opere

### Monografie
- Giovan Battista Lucini: 1639-1686, Crema, 1987.
- La Basilica di Santa Maria della Croce a Crema, Silvana editoriale, 1990.
- Giovanni da Monte. Un pittore da Crema all'Europa, Bolis, 1996.
- Carlo Casanova. L'ultimo dei romantici, con Goffredo Colombani e Chiara Coppa, Ed. d'arte Severgnini, 2004.

### Saggi in volumi collettanei
- Federico Zeri (a cura di), Il Settecento di terraferma, in Pinacoteca di Brera. Scuola veneta, Electa, 1990.
- Filippo Pedrocco e Fabrizio Magani (a cura di), I pittori e le botteghe artistiche in Crema nei secoli del Dominio Veneziano, in Officina veneziana. Maestri e botteghe nella Venezia del Settecento, Skira, 2002, ISBN 88-8491-220-2.
- Gaia Piccarolo e Giuliana Ricci (a cura di), Luigi Manini (1848-1936), Skira, 2007, ISBN 97888-3660888-1.